# Filosemityzm
Filosemityzm (gr. philos = „przyjaciel”, „miłujący”; semicki – dotyczący Semitów, w tym przypadku: Żydów) – postawa polegająca na pozytywnym stosunku do Żydów, umiłowanie Żydów.

## Próby definicji
Definicja terminu filosemityzm stwarza wiele problemów; pociąga ona bowiem zbiór pytań, na które trudno jest udzielić jednoznacznej i natychmiastowej odpowiedzi: kim są Żydzi? Czy są wyznawcami jakiejś religii? Czy jest to pewien lud? Rudolph M. Loewenstein ([w:] Edelstein, 1982, s. 11) twierdzi, że nie ma jednoznacznej definicji antysemityzmu - istnieje jednak pewien konsensus dotyczący jego symptomów. To samo powiedziane być może na temat filosemityzmu. Ten pogląd, według którego Żydzi reprezentują coś wyjątkowego, nie jest redukowalny do jednej charakterystyki, ale jest zjawiskiem złożonym i zmiennym w dziejach.
Edelstein (1982, s. 13) proponuje następującą definicję, zbudowaną na podstawie negacji definicji antysemityzmu:
Poczucie lub działanie wyrażające poparcie lub wrogość wobec pewnych zjawisk, którego celem jest dobro osób nazywanych Żydami; jest ono oparte na przekonaniu, że te osoby, w imię tej właśnie żydowskości, posiadają cechy godne pożądania.
Wersja „silna” filosemityzmu pociąga za sobą utożsamianie się z dziejami Żydów (manifestowane poprzez działania pro-żydowskie, idące czasem aż do przejścia na judaizm); jego wersja „słaba”, to po prostu anty-antysemityzm.

## Historia filosemityzmu
Mimo niechęci, która często towarzyszyła obrazowi wspólnoty żydowskiej w czasach antycznych (spowodowana po części ich dobrowolnym odcięciem się od dominującej kultury), Żydzi posiadali pewną „siłę przyciągania” (zob. Louis H. Feldman, 1992). Już w III wieku p.n.e. znaleźć można teksty stwierdzające, że Żydzi posiadali cztery cnoty najbardziej w tym okresie cenione: mądrość, odwagę, umiarkowanie i sprawiedliwość - pierwsza z nich była im szczególnie przypisywana.
Według historyków antycznych, Pitagoras był wielkim admiratorem judaizmu, przyjąć on miał nawet kilka zaleceń prawa żydowskiego w swej filozofii (według Orygenesa, w Przeciw Celsusowi, powołującego się na Hermippusa). Historyk Megastenes i filozof Teofrast z Eresos „mówią o Żydach (…) jako o filozofach z urodzenia, znajdując wiele punktów wspólnych między prawem żydowskim i Prawami Platona” (Feldman 1992, s. 203). Cytuje się Arystotelesa jako kogoś, kto uważał Żydów za pochodzących w prostej linii od filozofów indyjskich; monoteizm żydowski miał również być jednym z czynników tego, że myśliciele Antyku odsunęli się od politeizmu.
Polscy królowie, Kazimierz Wielki i Kazimierz IV Jagiellończyk uważani są dzisiaj za filosemitów - Alain Edelstein (1982) twierdzi, że ich wsparcie dla obecności Żydów w Polsce nie było motywowane względami ekonomicznymi, jak się powszechnie sądzi, te względy bowiem miały mieć stosunkowo niewielkie znaczenie w skali krajowej.
Wielkim miłośnikiem Żydów, jako „najmądrzejszego i najbardziej tolerancyjnego z narodów” był Gotthold Ephraim Lessing (1729-1781), niemiecki estetyk, pisarz, krytyk i teoretyk literatury, autor dramatu „Natan mędrzec” (Nathan der Weise). Jego bliskim przyjacielem był żydowsko-niemiecki filozof Moses Mendelssohn.

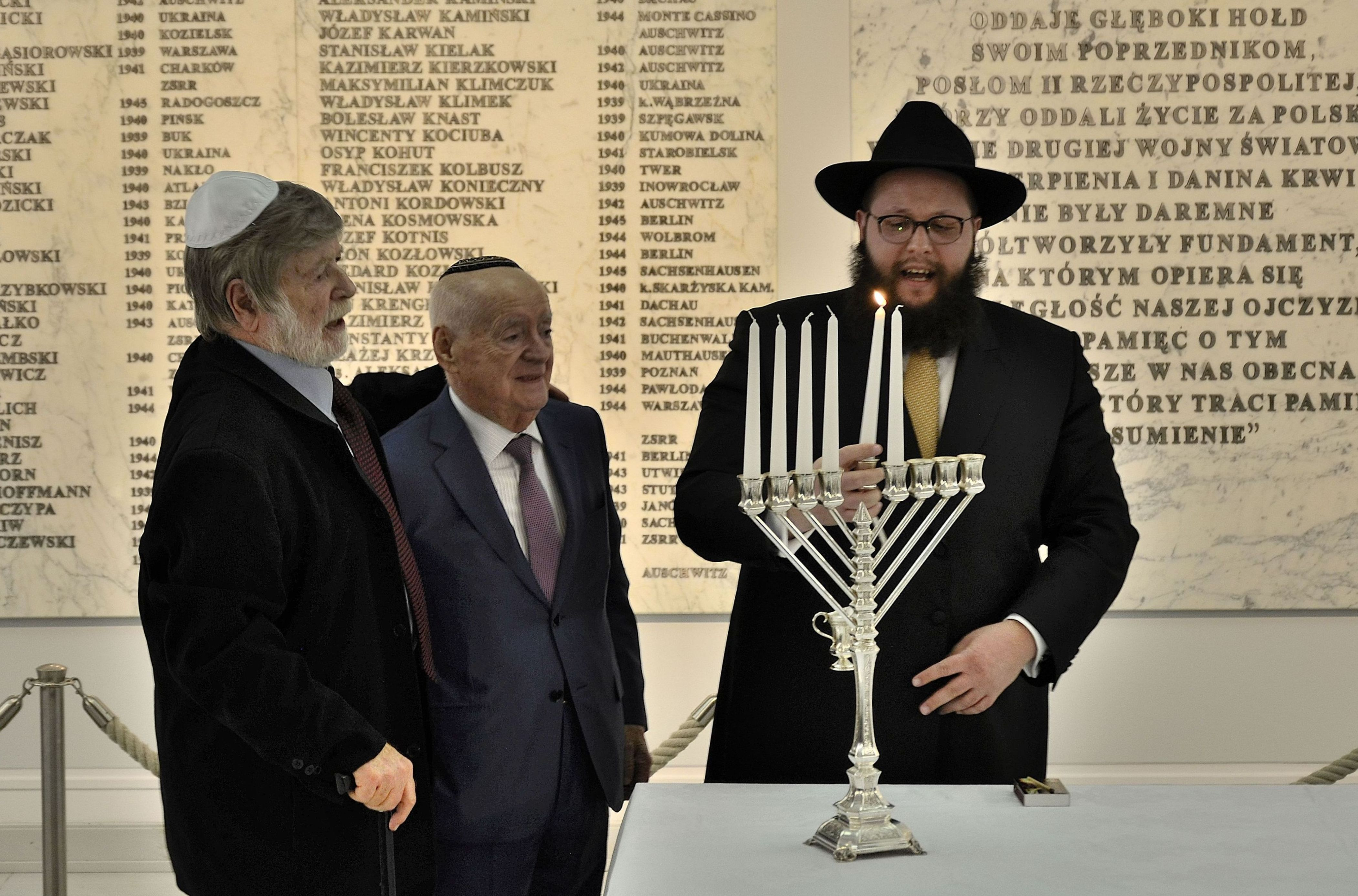
Uroczystość zapalenia lampy chanukowej w Sejmie (2015)

A. Edelstein utrzymuje, że przetrwanie Żydów w Europie było dziełem, w dużej części, właśnie filosemitów, współodpowiedzialnych również za emancypację wspólnoty żydowskiej. Średniowiecze naznaczone było walką o to, by Żydzi mogli pozostać w Europie chrześcijańskiej, natomiast wiek dziewiętnasty wiąże się z działaniami filosemitów mającymi na celu pomoc w „odnalezieniu się” Żydów w epoce industrialnej.
Jedna z odmian filosemityzmu reprezentowana jest przez ewangelików amerykańskich, według których powrót Żydów do Judei jest elementem wstępnym do ich nawrócenia się na chrześcijaństwo, po którym nastąpić ma ponowne zejście Chrystusa na Ziemię. Nawrócenie się Żydów nastąpić może wyłącznie w miejscu narodzin Jezusa, i wydarzenie to ma być ukoronowane przekazaniem statusu „narodu wybranego” chrześcijanom.

## Próby krytyki zjawiska
Pochodzenie żydowskie, bez politycznej i religijnej konotacji, stało się swego rodzaju cechą psychologiczną, zmieniło się w „Żydowskość”, i odtąd mogło być postrzegane jedynie w kategoriach cnoty lub wady. (Arendt, 1979, s. 83)
Hannah Arendt twierdzi, że „społeczny 'filosemityzm' zawsze kończył się tym, że dodawał antysemityzmowi politycznemu element mistycznego fanatyzmu” (1979, s. 87) Według niej, filosemici i antysemici posiadają podobny, prawie perwersyjny, stosunek do Żydów, mimo że sposób w jaki ich traktują jest zupełnie odmienny. Ponadto, antysemityzm nierzadko idzie w parze z wybiórczym filosemityzmem (niechęć do Żydów jako takich może oznaczać także przypisywanie im cech jednoznacznie pozytywnych, np. zdolności do prowadzenia interesów, zapobiegliwości itp.).
Artur Sandauer, zainteresowany problematyką żydowską m.in. ze względu na swoje żydowskie korzenie, wprowadził do języka polskiego termin „allosemityzm”, oznaczający postrzeganie Żyda jako innego, egzotycznego: „allosemityzm polega (...) na wyróżnianiu tego pochodzenia, na przeświadczeniu o jego wyjątkowości i stanowi ogólną bazę, z której można wysnuć zarówno anty-, jak i filosemickie wnioski” (1982, s. 9)